# Tunelul Seikan

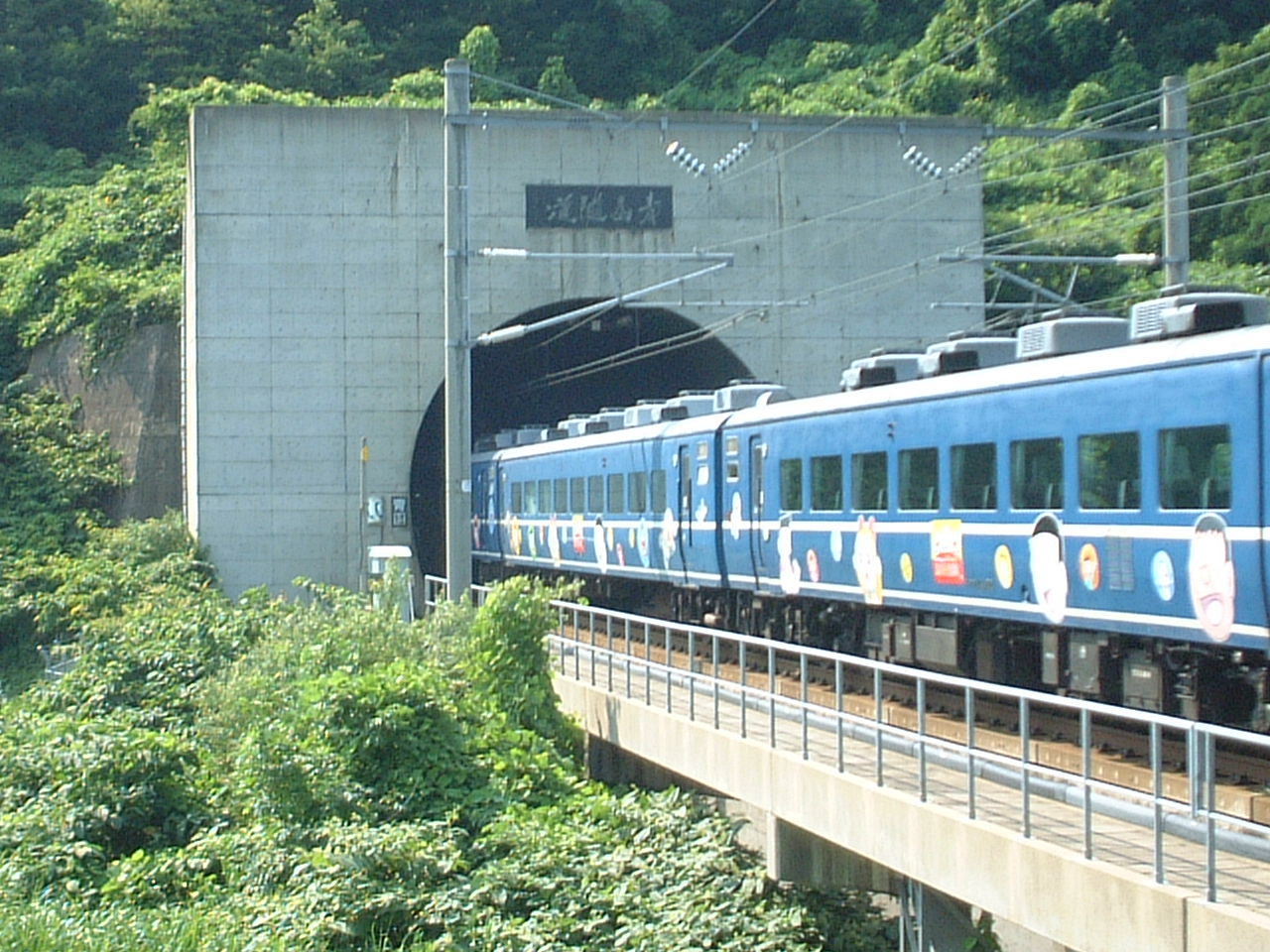

Tunelul Seikan este al doilea cel mai lung tunel feroviar din lume, având o lungime totală de 53,85 km, din care partea submarină măsoară 23,3 km. În 2016 a fost detronat în clasamentul celor mai lungi tunele feroviare de Tunelul de bază Gotthard, din Elveția, lung de circa 57 km.

## Poziție
Este situat în nordul Japoniei pe magistrala feroviară Shinkansen, care leagă orașul Tokyo - situat pe cea mai întinsă insulă japoneză, Honshu - de orașele din cea mai nordică insulă a țării - Hokkaido - orașe precum Hakodate, Muroran, Sapporo etc. Acest tunel unește, pe sub apele strâmtorii Tsugaru, cele două insule și prezintă trei secțiuni: două terestre - una sub Insula Honshu de 13,55 km și cealaltă de 17,00 km sub Insula Hokkaido, precum și o secțiune submarină, situată între acestea. În secțiunea subacvatică tunelul se află la 240 m sub nivelul mării și la 100 m sub fundul mării. 

## Construcție
La construcția sa, care a durat circa 20 de ani din 1964 în 1983, au lucrat 13,8 milioane de persoane și s-au folosit 168.000 tone de oțel, 1.276 km de cabluri electrice, 1.740.000 mc beton, iar volumul excavațiilor s-a ridicat la 6,33 milioane mc. Tunelul are două căi de rulare: una pentru trenurile rapide Shinkansen și alta cu ecartament îngust - de 1.067 mm. Infrastructura feroviară a fost finalizată în septembrie 1986, iar serviciile comerciale au devenit operaționale în martie 1988. Capetele tunelului sunt în dreptul localităților Tappi Saki din I. Honshu și Yoshioka din I. Hokkaido.